# Villafans
Villafans är en kommun i departementet Haute-Saône i regionen Bourgogne-Franche-Comté i östra Frankrike. Kommunen ligger i kantonen Villersexel som tillhör arrondissementet Lure. År 2022 hade Villafans 198 invånare.

## Befolkningsutveckling
Antalet invånare i kommunen Villafans
| Referens: INSEE |